# Công nghiệp hóa tại Việt Nam
Công nghiệp hóa ở Việt Nam là quá trình chuyển đổi nền kinh tế Việt Nam từ dựa vào nông nghiệp và thủ công sang máy móc công nghiệp là chính.

## Bối cảnh lịch sử
Sau chiến thắng Điện Biên Phủ ngày 7 tháng 5 năm 1954 và hiệp định Geneve tháng 7 năm 1954 thì Việt Nam bị chia làm hai vùng tập trung quân sự, sau đó do không có tổng tuyển cử theo hiệp định nên quốc gia bị chia cắt làm hai miền. Miền Bắc Việt Nam một mặt đi lên xây dựng chủ nghĩa xã hội và mặt khác trợ giúp Mặt trận Dân tộc Giải phóng miền Nam Việt Nam tiến hành cuộc kháng chiến chống Mỹ.  Trong khi đó, Miền Nam Việt Nam thành lập chính phủ riêng với trợ giúp tài chính và quân sự từ Mỹ và quốc tế, tiến hành xây dựng nền kinh tế theo hướng tư bản ở miền Nam Việt Nam. Nhưng thực tế cho thấy rằng việc đi lên xây dựng chủ nghĩa xã hội ở miền Bắc gặp rất nhiều khó khăn và thách thức. Kết quả của hơn 100 năm đô hộ của Pháp và sự phá hoại của Mỹ đã làm cho nền kinh tế của Việt Nam Dân chủ Cộng hòa ở miền Bắc trở nên cạn kiệt, nghèo nàn lạc hậu, tài nguyên kiệt quệ, đất đai bị tàn phá nặng nề. Hơn nửa triệu người dân đã ngã xuống, làng mạc ruộng đồng bị tàn phá nặng nề. Trước tình hình cấp bách đó, Đảng Cộng sản Việt Nam đã khẳng định muốn cải biến tình trạng lạc hậu của nước ta, muốn tiếp tục cuộc kháng chiến trường kỳ của Việt Nam và đã chọn con đường công nghiệp hóa xã hội chủ nghĩa. Sau ngày đất nước thống nhất (1975), quá trình tiếp quản miền Nam đã giúp điều chỉnh phương hướng và phương thức xây dựng nước Việt Nam trở thành một nước công nghiệp hóa. Kể từ sau quá trình đổi mới (1986), Đảng Cộng sản Việt Nam đã chọn con đường xây dựng chủ nghĩa xã hội kết hợp với cơ chế thị trường có sự điều tiết của nhà nước và đặt mục tiêu đến năm 2020 sẽ đưa Việt Nam cơ bản trở thành một nước công nghiệp.

## Lý thuyết công nghiệp hóa của Đảng Cộng sản Việt Nam

### Định nghĩa
Nghị quyết TW khoá VII của ĐCSVN đã đưa ra định nghĩa về CNH, HĐH như sau: CNH, HĐH là quá trình chuyển đổi căn bản, toàn diện các hoạt động sản xuất kinh doanh, dịch vụ và quản lý kinh tế - xã hội, từ sử dụng sức lao động thủ công là chính sang sử dụng một cách phổ biến sức lao động với công nghệ, phương tiện, phương pháp tiên tiến hiện đại, dựa trên sự phát triển của công nghiệp và tiến bộ khoa học công nghệ, tạo ra năng suất lao động xã hội cao.

### Quan điểm về công nghiệp hóa của Đảng Cộng sản Việt Nam
- Giữ vững độc lập tự chủ, đi đôi với hợp tác, mở rộng, hợp tác quốc tế, đa phương hóa, đa dạng hóa quan hệ kinh tế quốc tế. Dựa vào nguồn lực trong nước là chính, đi đôi với tranh thủ tối đa nguồn lực từ bên ngoài, xây dựng một nền kinh tế mở cửa hội nhập hướng mạnh về sản xuất cho xuất khẩu, đồng thời thay thế sản phẩm nhập khẩu cho có hiệu quả.
- Công nghiệp hóa - hiện đại hóa là sự nghiệp của toàn dân, được mọi thành phần kinh tế tham gia, trong đó nền kinh tế nhà nước là chủ đạo.
- Lấy việc phát huy yếu tố con người làm chủ đạo, tăng trưởng kinh tế gắn liền với cải thiện đời sống người dân, tăng cường dân chủ, thực hiện tiến bộ công bằng xã hội.
- Khoa học công nghệ là động lực của công nghiệp hóa - hiện đại hóa, kết hợp công nghệ truyền thống và công nghệ hiện đại, tranh thủ đi nhanh vào công nghệ hiện đại ở những khâu có tính chất quyết định.
- Lấy hiệu quả kinh tế - xã hội tổng thể là tiêu chuẩn cơ bản để xây dựng phương án phát triển, lựa chọn dự án đầu tư phát triển và công nghệ, đầu tư có chiều sâu để khai thác tối đa nguồn lực hiện có, trong phát triển mới ưu tiên phát triển quy mô vừa và nhỏ, công nghệ tiên tiến, tạo nhiều việc làm, thu hồi vốn nhanh, đồng thời xây dựng một số công trình quy mô lớn thật cần thiết và có hiệu quả.
- Kết hợp chặt chẽ toàn diện, phát triển kinh tế quốc phòng.

### Mục tiêu tổng quát
Công nghiệp hóa là mục tiêu lâu dài, xây dựng Việt Nam trở thành nước công nghiệp có cơ sở vật chất kỹ thuật hiện đại, quan hệ cơ cấu kinh tế hợp lý, quan hệ sản xuất tiến bộ phù hợp với trình độ phát triển của lực lượng sản xuất, đời sống vật chất, tinh thần cao, an ninh quốc phòng vững chắc, dân giàu, nước mạnh, xã hội công bằng, dân chủ, văn minh. Ra sức phấn đấu để đến năm 2020 Việt Nam cơ bản trở thành nước công nghiệp, với tỷ trọng ngành công nghiệp vượt trội hơn các ngành khác.

### Mục tiêu cụ thể
Đến năm 2030, Việt Nam cơ bản trở thành một nước công nghiệp với tỷ trọng trong GDP của nông nghiệp chiếm 16-17%, công nghiệp khoảng 40-41%, dịch vụ chiếm 42-43%, tỷ trọng lao động trong tổng lao động xã hội, lao động công nghiệp và dịch vụ là 50%, nông nghiệp là 50%.

### Những tồn tại và thách thức
Quá trình công nghiệp hóa (về thực chất) đòi hỏi đầu tư khổng lồ của nhà nước và xã hội để tạo lập cơ sở hạ tầng, trung tầng và thượng tầng để phục vụ công nghiệp hóa. Trong khi các địa phương lại có xu hướng hiểu một cách đơn giản và máy móc và cố gắng thành lập nhiều Khu Công nghiệp để mong rằng mục tiêu công nghiệp hóa sớm đạt thành.
Trong khi các Khu Công nghiệp chỉ là một phần nhỏ của cơ sở hạ tầng, thì các cơ sở trung tầng (giáo dục đào tạo kỹ thuật, thương mại, tòa án.v.v.) và cơ sở thượng tầng (luật pháp, phát triển ngoại thương, an toàn thực phẩm, môi trường, chính sách đất đai, tài chính công, ngân hàng, ngoại hối.v.v.) rất thiếu thốn và không đồng bộ.
Tuy có sự thống nhất về quan điểm phát triển giữa trung ương và địa phương, nhưng địa phương đã thi hành các kế hoạch phát triển theo phong cách riêng đặc thù của địa phương, hoặc áp dụng sao chép máy móc các mô hình của các địa phương khác (Bình Dương, Đồng Nai, Vĩnh Phúc.v.v.) đã khiến quá trình phát triển bị phân tán tài nguyên và nhân lực.
Hiệu quả đầu tư nhà nước còn rất kém (thể hiện nơi chỉ số ICOR của Việt Nam khá cao so với quy mô nền kinh tế) do nhiều nguyên nhân: quản lý kém, không minh bạch và tệ nạn tham nhũng còn đang hoành hành. Nếu hiệu quả đầu tư quá kém (nghĩa là nhà nước đổ vốn rất nhiều nhưng thành quả thu được không tương xứng) thì quá trình công nghiệp hóa ở Việt Nam sẽ rất tốn kém.
Theo đó, chi phí để hoạt động, vận hành và duy trì một nền kinh tế công nghiêp hóa của Việt Nam cũng sẽ rất cao nếu các tồn tại và thách thức trên không được giải quyết. Chi phí cao sẽ khiến sản phẩm của Việt Nam phải bán giá thành cao hơn các nước khác và vì thế sẽ làm giảm thế cạnh tranh của Việt Nam trên thị trường quốc tế. Do không thể giảm chi phí hệ thống cao (vì nhiều lý do), để giảm giá thành thì không còn cách nào khác là phải tiếp tục duy trì chi phí nhân công ở mức thấp và dịch vụ chất lượng kém. Điều này góp phần trầm trọng hóa vấn đề "khoảng cách thu nhập" giữa công nhân và giới quản lý, giới chủ và tạo tiền đề bất ổn xã hội.